# 円福寺 (茨城県茨城町)
円福寺（えんぷくじ）は、茨城県東茨城郡茨城町にある天台宗の寺院。

## 歴史
812年（弘仁3年）、慈覚大師円仁によって開山された。
当寺には、国の重要文化財に指定されている「木造阿弥陀如来坐像」を所蔵している。平安時代末期から鎌倉時代初期に作られたもので定朝様の形式で彫られている。
また伝説の小栗判官の終焉の地とされ、小栗判官と照手姫の像が「小栗堂」と呼ばれる堂宇に安置されている。

## 文化財
- 木造阿弥陀如来坐像（重要文化財 明治44年8月9日指定）[3]
- 絹本著色阿弥陀如来像（茨城県指定文化財 昭和37年10月24日指定）[4]
- 木造阿弥陀如来三尊像（茨城県指定文化財 昭和37年10月24日指定）[5]

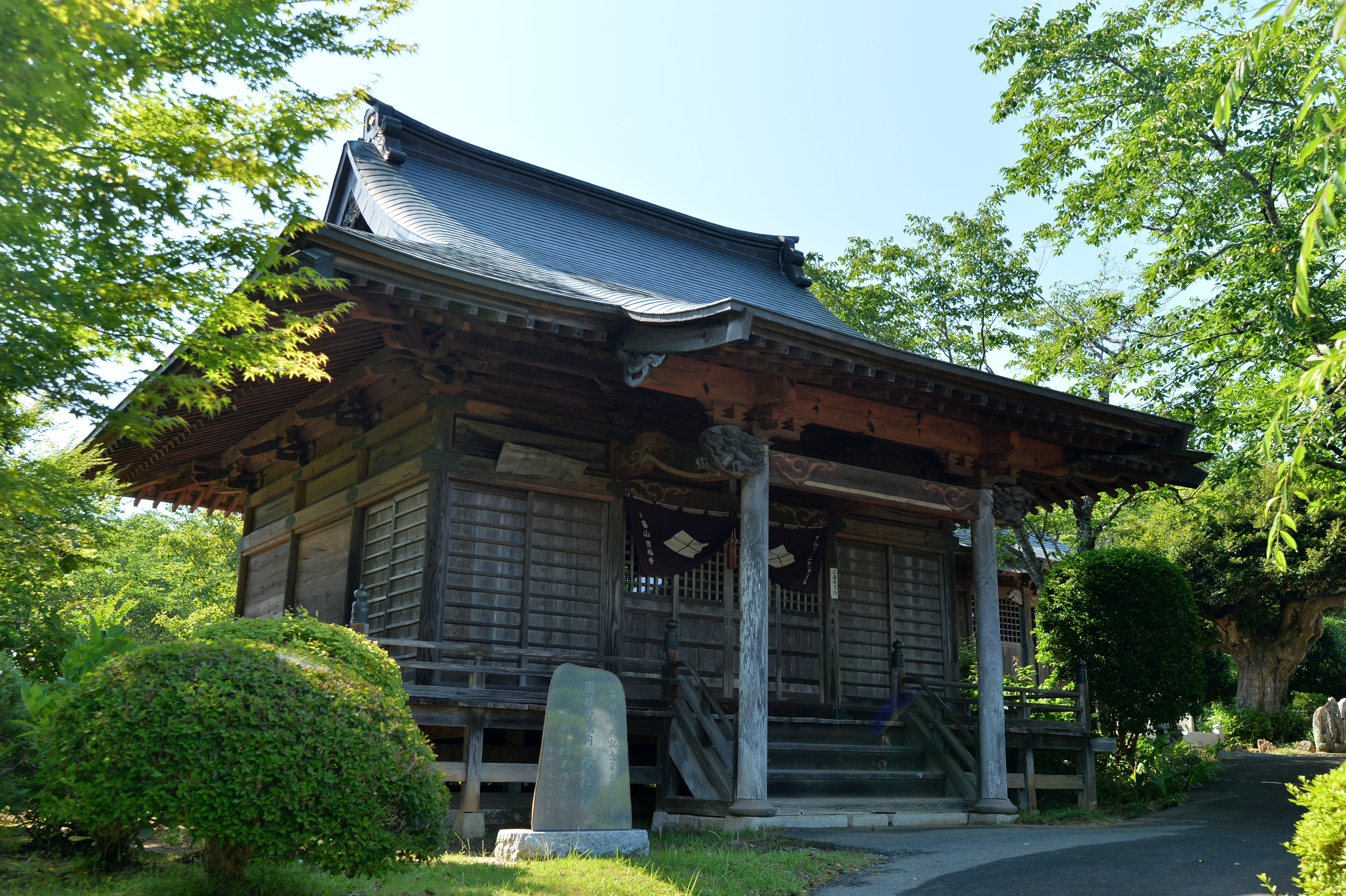
旧本堂
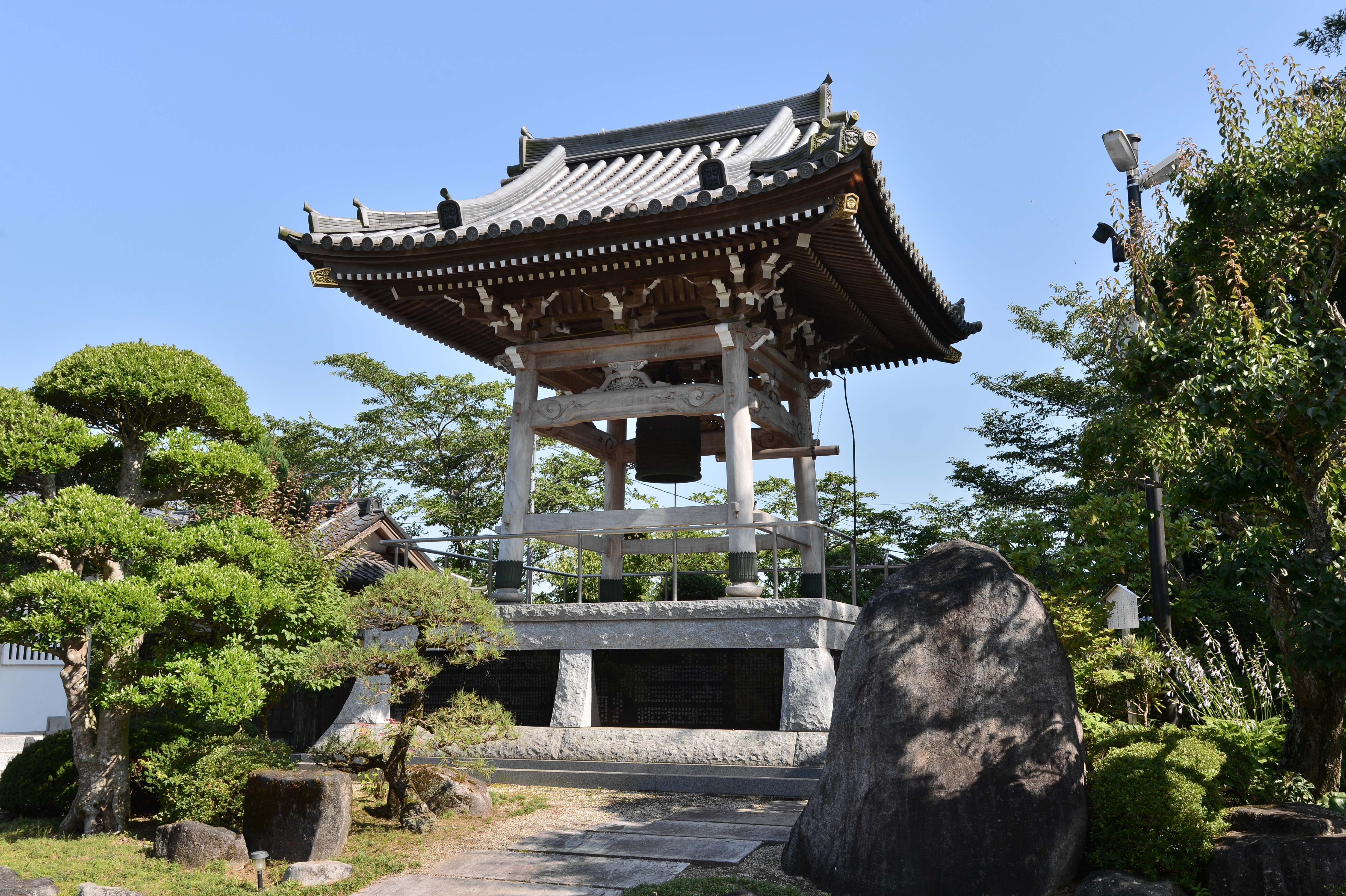
鐘楼
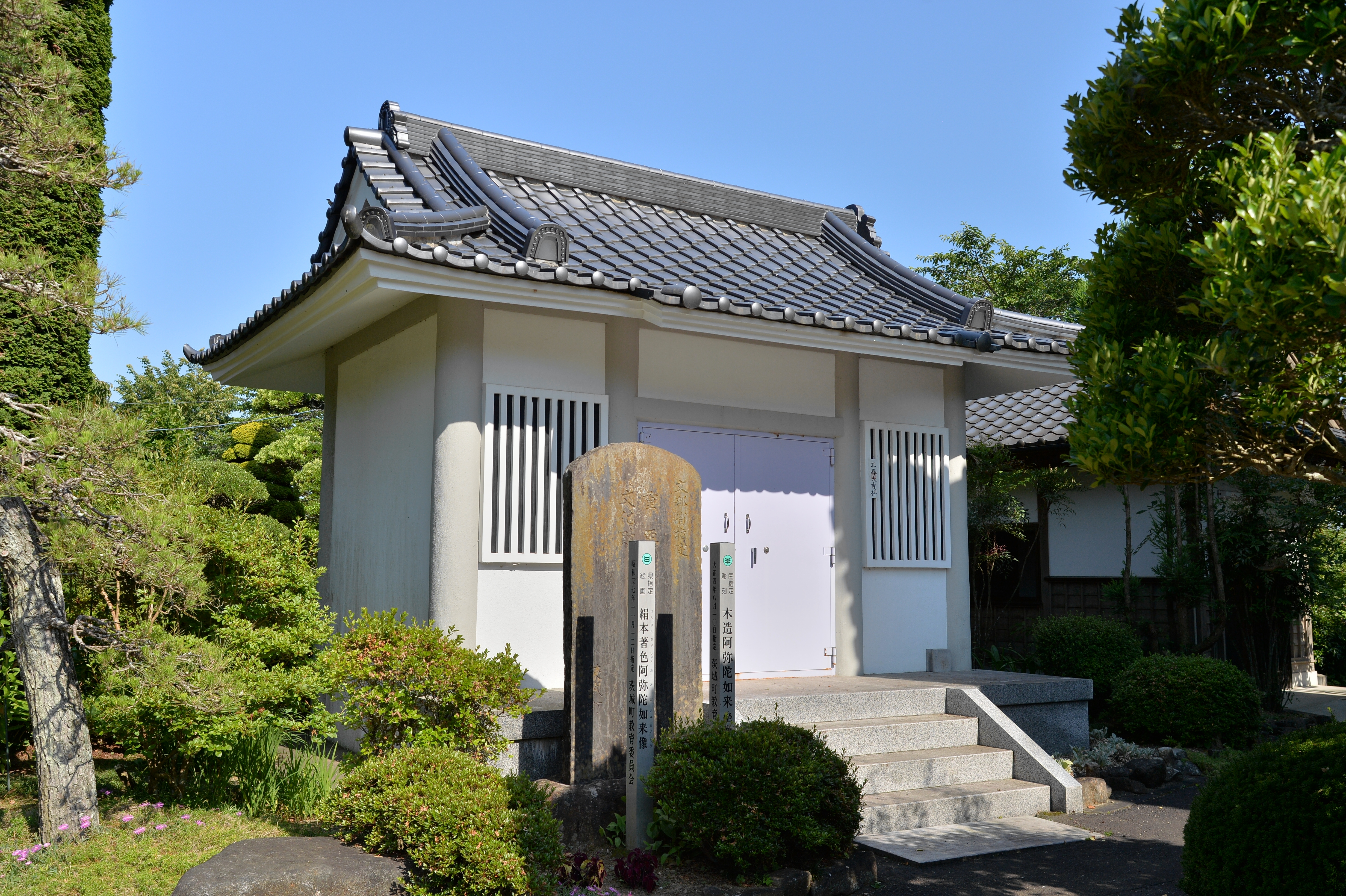
収蔵庫。国重要文化財の木造阿弥陀如来坐像を納める。

## 交通アクセス
- 茨城空港北ICより車3分。